# Парламентские выборы в Лаосе (2002)
Парламентские выборы 2002 года были проведены в Лаосе 24 февраля. На 109 мест в Национальной ассамблее претендовало в общей сложности 166 кандидатов, из них 34 -женщины. НРПЛ одержала победу, получив все 109 мест. Явка избирателей составила 99,9 %.

## Результаты выборов
| Партия                             | Число поданных голосов | %     | Число мест в Национальной ассамблее | +/-  |
| ---------------------------------- | ---------------------- | ----- | ----------------------------------- | ---- |
| Народно-революционная партия Лаоса | 2 543 164              | 99,89 | 109                                 | +11▲ |
| Независимые                        | 2435                   | 0,1   | -                                   | -1▼  |
| Недействительных бюллетеней        | 239                    | 0,01  |                                     | -    |
| Всего                              | 2 545 838              | 100   | 109                                 | +10▲ |
| Источник: IPU.                     |                        |       |                                     |      |